# IHF Cup Winners’ Cup mannen 1975/76
De IHF Cup Winners' Cup 1975/76 is een internationaal handbaltoernooi voor teams uit Europa. De competitie wordt georganiseerd door de International Handbalfederatie (IHF).

## Deelnemers
| - Progrès Seraing - Frederiksberg IF - Grün-Weiß Dankersen - Paris Université Club - FH Hafnarfjörður - Hapoël Ramat Gan - RK Crvena zvezda - Red Boys Differdange | - AHC '31 - Oppsal IF - UHC Salzburg - Sporting Lissabon - BM Granollers - East Kilbride HC - Västra Frölunda IF - BSV Bern |

## Voorronde
| Team 1               | Score   | Team 2                | 1     | 2     |
| -------------------- | ------- | --------------------- | ----- | ----- |
| BM Granollers        | 43 – 34 | Västra Frölunda IF    | 20-15 | 23-19 |
| Red Boys Differdange | 30 – 55 | AHC '31               | 14-28 | 16-27 |
| Oppsal IF            | 36 – 26 | FH Hafnarfjörður      | 19-11 | 17-15 |
| Hapoël Ramat Gan     | 27 – 31 | Paris Université Club | 14-15 | 13-16 |
| East Kilbride HC     | 24 – 78 | Progrès Seraing       | 17-43 | 07-35 |
| BSV Bern             | 46 – 45 | RK Crvena zvezda      | 21-19 | 25-26 |
| Frederiksberg IF     | 49 – 36 | Sporting Lissabon     | 25-14 | 24-22 |
| UHC Salzburg         | 28 – 47 | Grün-Weiß Dankersen   | 13-28 | 15-19 |

## Kwartfinale
| Team 1                | Score   | Team 2              | 1     | 2     |
| --------------------- | ------- | ------------------- | ----- | ----- |
| AHC '31               | 42 – 49 | BM Granollers       | 27-31 | 15-18 |
| Progrès Seraing       | 15 – 38 | Oppsal IF           | 09-11 | 06-27 |
| Paris Université Club | 39 – 40 | BSV Bern            | 20-16 | 19-24 |
| Frederiksberg IF      | 30 – 41 | Grün-Weiß Dankersen | 17-14 | 13-27 |

## Halve finale
| Team 1    | Score   | Team 2              | 1     | 2     |
| --------- | ------- | ------------------- | ----- | ----- |
| Oppsal IF | 28 – 30 | BM Granollers       | 13-15 | 15-15 |
| BSV Bern  | 28 – 37 | Grün-Weiß Dankersen | 13-15 | 15-22 |

## Finale
| 10 april 1976 | BM Granollers                         | 26 – 24 (n.V.) | Grün-Weiß Dankersen | Granollers, Spanje |
| 10 april 1976 | (10-9)                                |                |                     | Granollers, Spanje |
| 10 april 1976 |                                       |                |                     | Granollers, Spanje |
| 10 april 1976 | Regulier: 21-21 Verlenging(en): 26-24 |                |                     | Granollers, Spanje |

|               |
|               |
| BM Granollers |
| 1ste titel    |